# حصان غرب إفريقيا البربري

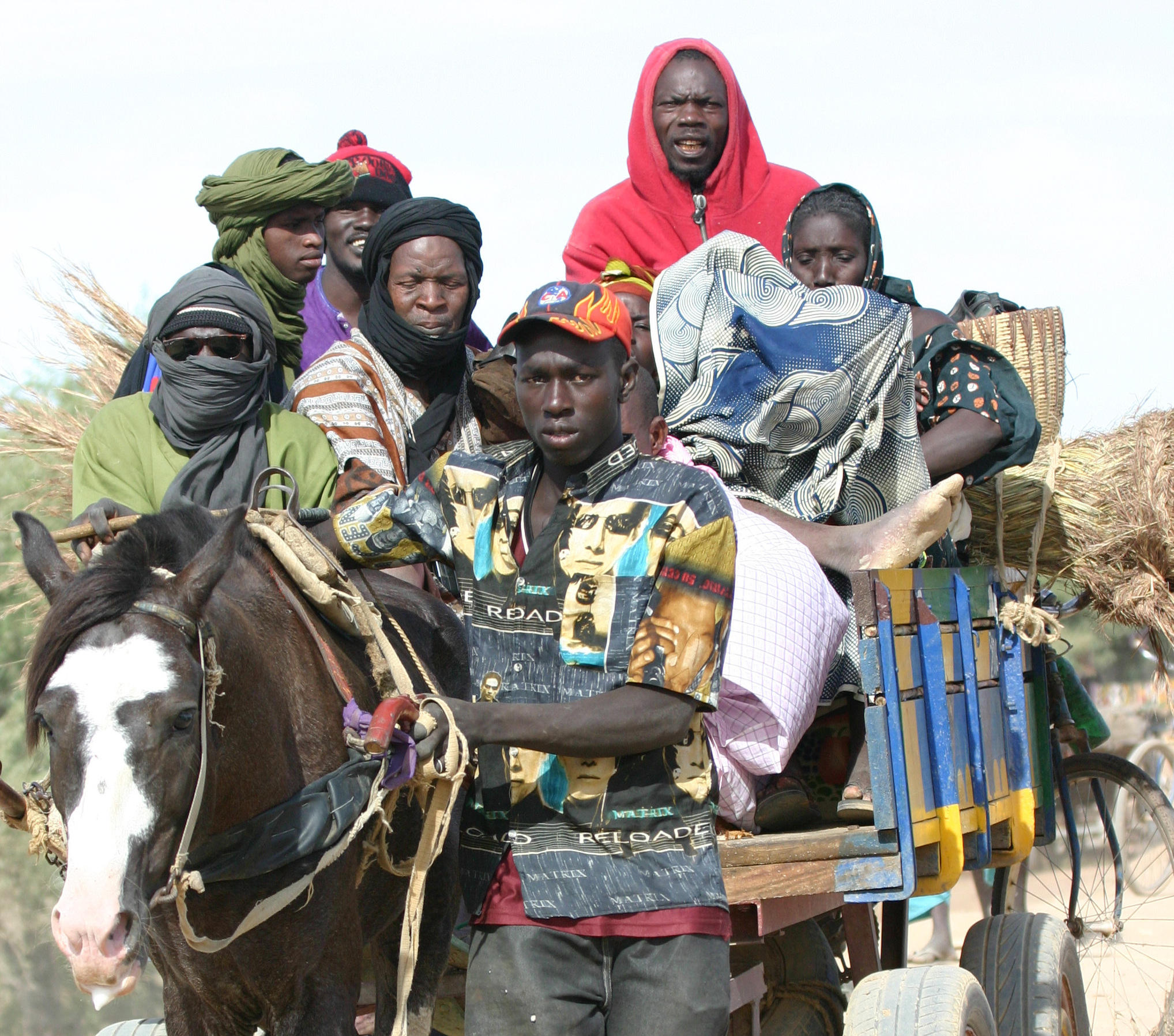
حصان بانامبا أحد أحصنة غرب افريقيا البربرية

حصان غرب إفريقيا البربري (بالإنجليزية : West African Barb) هو حصان يستخدم في كل من الركوب وكحيوان جر، يتواجد في غرب إفريقيا ويمثل مجموعة من السلالات والأنواع المختلفة من النمط الظاهري للحصان البربري.

## السلالات
يشمل حصان غرب إفريقيا البربري على عدة سلالات ترجع أصولها إلى الحصان البربري لكن بعضها يحمل دماء أنواع أخرى من الأحصنة:
- حصان بانامبا (مع بعض التأثير العربي)
- حصان الحوض البربري
- حصان الكايور
- حصان الساحل (مع بعض التأثير العربي)
- حصان نيجيري (تهجين مع الدنقلاوي)
- حصان بيروني
- حصان كاميروني (مع بعض التأثير الدنقلاوي)
- حصان كوتوكولي (مع بعض التأثير البنيني)
- حصان المبايار
- حصان الفلوف
- حصان الفوتانكي
- حصان بوركيني
- حصان تورودي